# Ізотерма (географія)

Ізотерми середньорічної температури в Європі

Ізоте́рма (дав.-гр. ισος — «однаковий»; дав.-гр. θερμη — «тепло») — ізолінія однакових температур повітря, води, ґрунту тощо на карті, наприклад, на метеорологічних мапах. Створюють карти ізотерм року та кожного місяця. У січні найвища середня температура спостерігається на екваторі (+27°С), найхолодніше місце — південний полюс із середньою місячною температурою −48°С. У середньому за рік найтеплішою паралеллю є 10° північної широти з температурою +27°С — термічний екватор. Середня річна температура повітря біля земної поверхні на планеті Земля становить +14°С.